# マーク・アーム
マーク・マクラーリン・アーム（Mark McLaughlin、1962年2月21日 - ）は、アメリカのミュージシャン。グランジバンドマッドハニーのボーカルとして、また音楽のジャンルとしてのグランジを自身のバンドと他のバンドのスタイルを説明する為に定義したことで知られる。。(因みに同じくグランジのアーティストに分類されることの多いカート・コバーンはサブ・ポップの役員ジョナサン・ポナマンが定義したと主張した。)彼が最初期に所属していたバンドグリーン・リヴァーは1984年に結成され、1980年に結成されたマルファンクシャン、1981年結成のUメン、1984年に結成されたサウンドガーデン、1985年結成のスキン・ヤードに並びグランジの先駆者と言える。またサブ・ポップの倉庫の管理者でもある。

## 経歴

### 最初期
高校に通学している中1980年"ミスター・エップ・アンド・ザ・カルキュレーションズ"を結成してシアトルの音楽シーンに登場。最初のショウは1981年だった。彼らは1982年EPを発売した。1983年にスティーヴ・ターナーをギタリストとして迎えカセットを発表したが翌年バンドを解散。
その後マークとスティーヴと密接な関係を築き、リンプ・リチャーズに数週間のみ加入する等した。その後、後にパール・ジャムのメンバーとなるストーン・ゴッサードとジェフ・アメン、アレックス・ヴィンセントとグリーン・リヴァーを結成した。
その後数年の音楽活動を経て、いくつかEPと一枚のアルバムを発表するが、音楽性の違いなどからメンバー達の間に溝が生まれ、スティーヴ・ターナーが大学を卒業する為に脱退。バンドは解散しマークは新たなバンドを探すことを余儀なくされた。後にスティーヴが大学から戻ってくるとグリーン・リヴァーのサイドプロジェクトとしてザ・スロウン・アップスを再開した。

### マッドハニー
マークとスティーヴはドラマーとしてダン・ピータース、ベーシストにかつてメルヴィンズに所属していたマット・ルキンを迎えマッドハニーを1988年に結成。サブ・ポップからシングル『タッチ・ミー・アイム・シック』をリリースし大規模なツアーを行う。その後も幾つかアルバムを発表し2008年に通算8枚目となるアルバム『ザ・ラッキー・ワンズ』を発表した。

## グランジに対する姿勢
前述の通り、グランジを定義したが、ニルヴァーナのネヴァーマインドのヒットにより全米にグランジ、オルタナティブ・ロックムーブメントが到来するとマスコミの商業主義的なグランジバンドの扱い方に不満を持ち、グランジを扱ったジョークなども飛ばすこともあった。